# 旧幕府引継書
旧幕府引継書（きゅうばくふひきつぎしょ）とは、旧江戸幕府の公文書のうち、東京府から帝国図書館を経て国立国会図書館に所蔵されてきた一群の文書のこと。主に町奉行関係種類などから構成される。

## 概要
江戸幕府の滅亡時、公文書の多くが廃棄・散逸された。特に勘定奉行関係書類は明治政府への引き渡しを拒否して意図的に焼却処分されたとも言われている。また、こうした運命を免れた文書の中でも評定所や寺社奉行の関係書類は関東大震災の時に東京帝国大学の焼失と運命をともにするなど、震災や戦災で姿を消した物も多い。

### 目録の作成と帝国図書館への移管
1868年の官軍による江戸開城時に江戸の南北町奉行所も廃止されたが、その際に南町奉行所与力であった佐久間長敬は奉行所の文書を管理して新政府側（市政裁判所）に引き渡した。これらの文書は直後に発足した東京府の管理下に置かれたが、1894年になって目録とともに帝国図書館に保管を依頼、後に同館の蔵書となった。

### 内容
この時引き渡されたものは町奉行所の他に作事方や普請方の文書が中心であったが、目録に未記載で本来引き渡しを意図していなかった文書や別途の経路で東京府に渡っていた評定所・寺社奉行などの文書も混入していた。その後の整理・補修の過程で分冊化されたものもあるため、数え方によって数字が異なるが、6400-7000点にものぼり、『御仕置例類集』・『御触書集成』・『市中取締類集』・『諸問屋再興調』をはじめその文書の多くが、江戸時代の政治経済や江戸市中の動向に関する貴重な史料となっている。また、文書のマイクロフィルム化も進められてほぼ完了している。

## 目録
国立国会図書館によって1959年から1969年まで、朝倉治彦の担当で順次刊行されたが目録12で中断し、1990年に再開されて目録13～15が刊行された。
- 『旧幕引継書目録1 市中取締類集(正・続)細目』国立国会図書館、1959年。
- 『旧幕引継書目録2 町方書上寺社書上細目』国立国会図書館、1960年。
- 『旧幕引継書目録3 諸問屋名前帳 : 細目 第1』国立国会図書館、1961年。
- 『旧幕引継書目録4 諸問屋名前帳 : 細目 第2』国立国会図書館、1962年。
- 『旧幕引継書目録5 諸問屋名前帳 : 細目 第3』国立国会図書館、1963年。
- 『旧幕引継書目録6 諸問屋名前帳 : 細目 第4』国立国会図書館、1964年。
- 『旧幕引継書目録7 御仕置例類集 細目 上』国立国会図書館、1965年。
- 『旧幕引継書目録8 御仕置例類集 細目 下』国立国会図書館、1966年。
- 『旧幕引継書目録9 撰要類集細目 第1 (享保撰要類集)』国立国会図書館、1967年。
- 『旧幕引継書目録10 撰要類集細目 第2 (明和撰要集,安永撰要類集)』国立国会図書館、1967年。
- 『旧幕引継書目録11 撰要類集細目 第3 (天保撰要類集)』国立国会図書館、1968年。
- 『旧幕引継書目録12 撰要類集細目 第4 (嘉永撰要類集,南撰要類集,七十冊物類集)』国立国会図書館、1969年。
- 『旧幕引継書目録13 類集撰要目録』国立国会図書館、1990年。
- 『旧幕引継書目録14 町会所一件書留目録』国立国会図書館、1992年。
- 『旧幕引継書目録15 諸色調類集目録 ; 天保度御改正諸事留目録 : 諸事留の内』国立国会図書館、1993年。